# María Soraya García Sánchez
María Soraya García Sánchez (1975) es profesora en el Departamento de Filología Moderna de la Universidad de Las Palmas de Gran Canaria, España, donde ha enseñado cursos de lengua, cultura y literatura. Como escritora, publicó su primera novela, Voces en papel en 2011.
Su investigación tiene dos rumbos. Por un lado, Soraya investiga la motivación y los efectos del aprendizaje independiente y colaborativo a través de entornos de aprendizaje de estudiantes universitarios de Inglés como Lengua Extranjera y de Inglés para Fines Específicos. Por otro lado, Soraya sigue interesada en la escritura de mujeres y la literatura dentro de un contexto contemporáneo